# Theretra japonica
Espèce
Theretra japonica est une espèce d'insectes lépidoptères de la famille des Sphingidae, de la sous-famille des Macroglossinae, de la tribu des Macroglossini, de la sous-tribu des Choerocampina et du genre Theretra.

## Description
Imago
L'envergure varie de 55 à 80 mm.  La partie supérieure de l'abdomen montre deux lignes longitudinales dorsales sombres. La face dorsale de l'aile antérieure a les première et deuxième lignes postmedianes fusionnées. Il y a une bande pâle à côtés parallèles qui est présente entre les deuxième et cinquième lignes postmedianes mais légèrement plus pâle que la couleur de fond.  

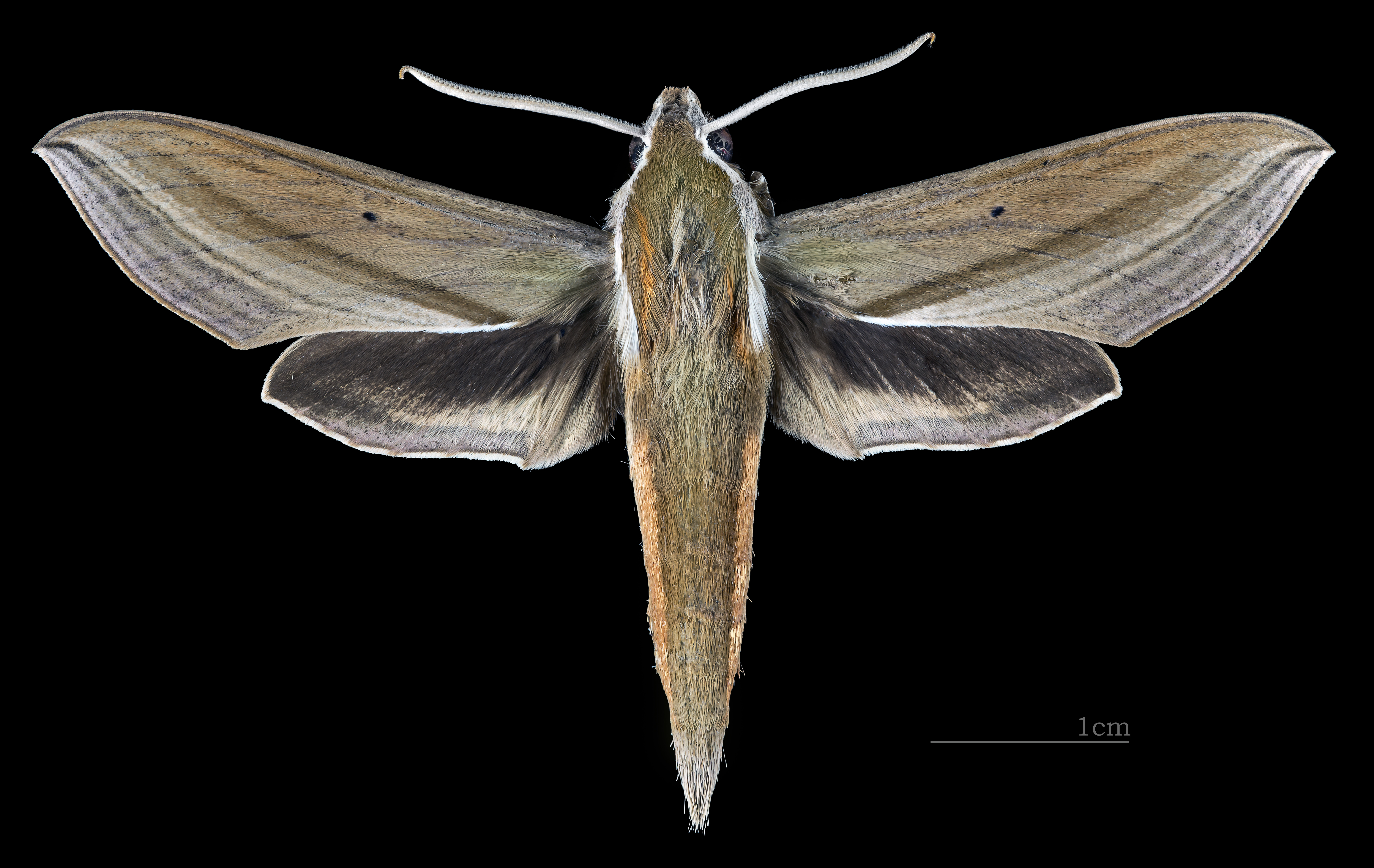
Face dorsale du mâle (coll.MHNT)
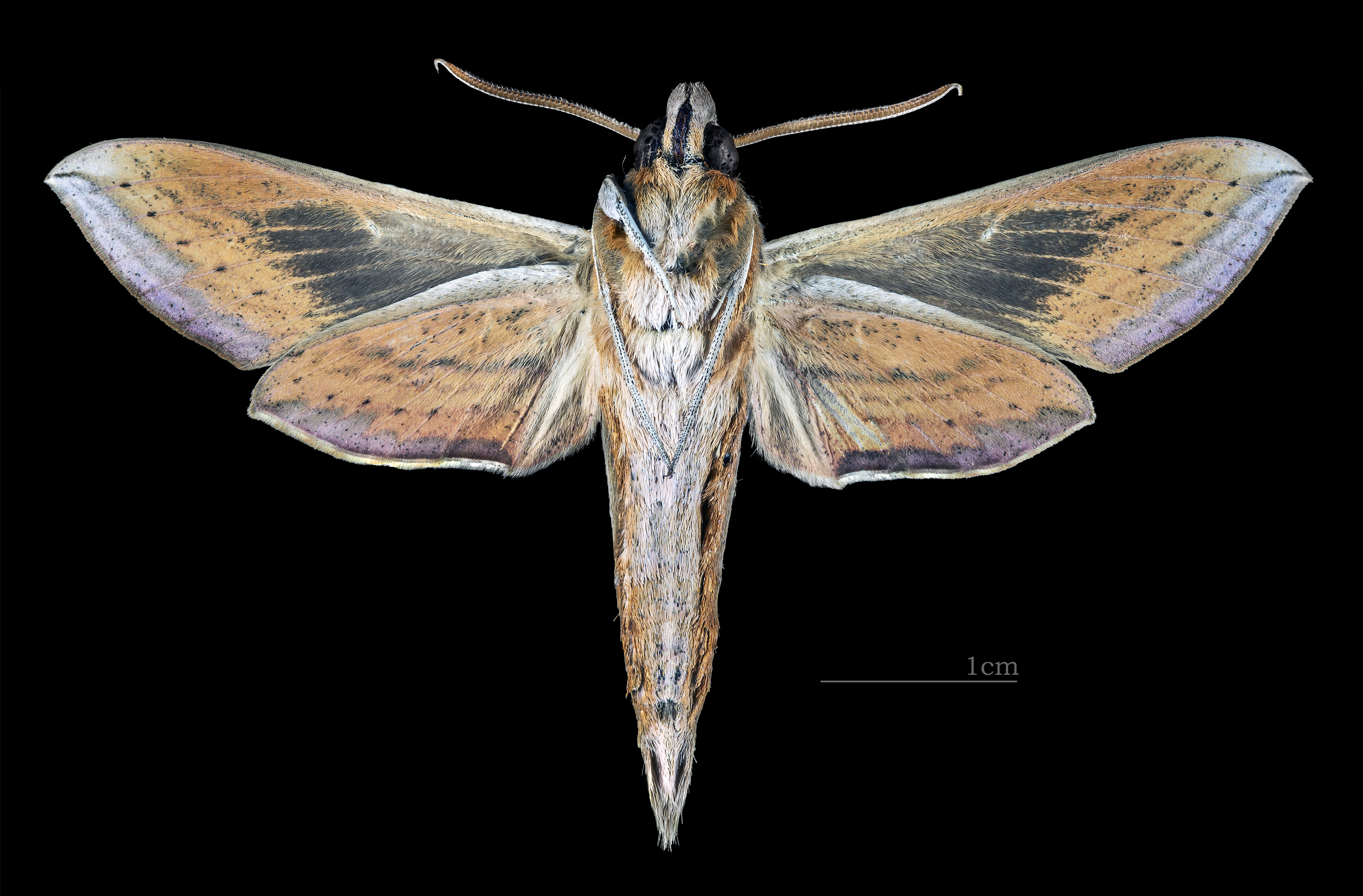
Revers du mâle (coll.MHNT)
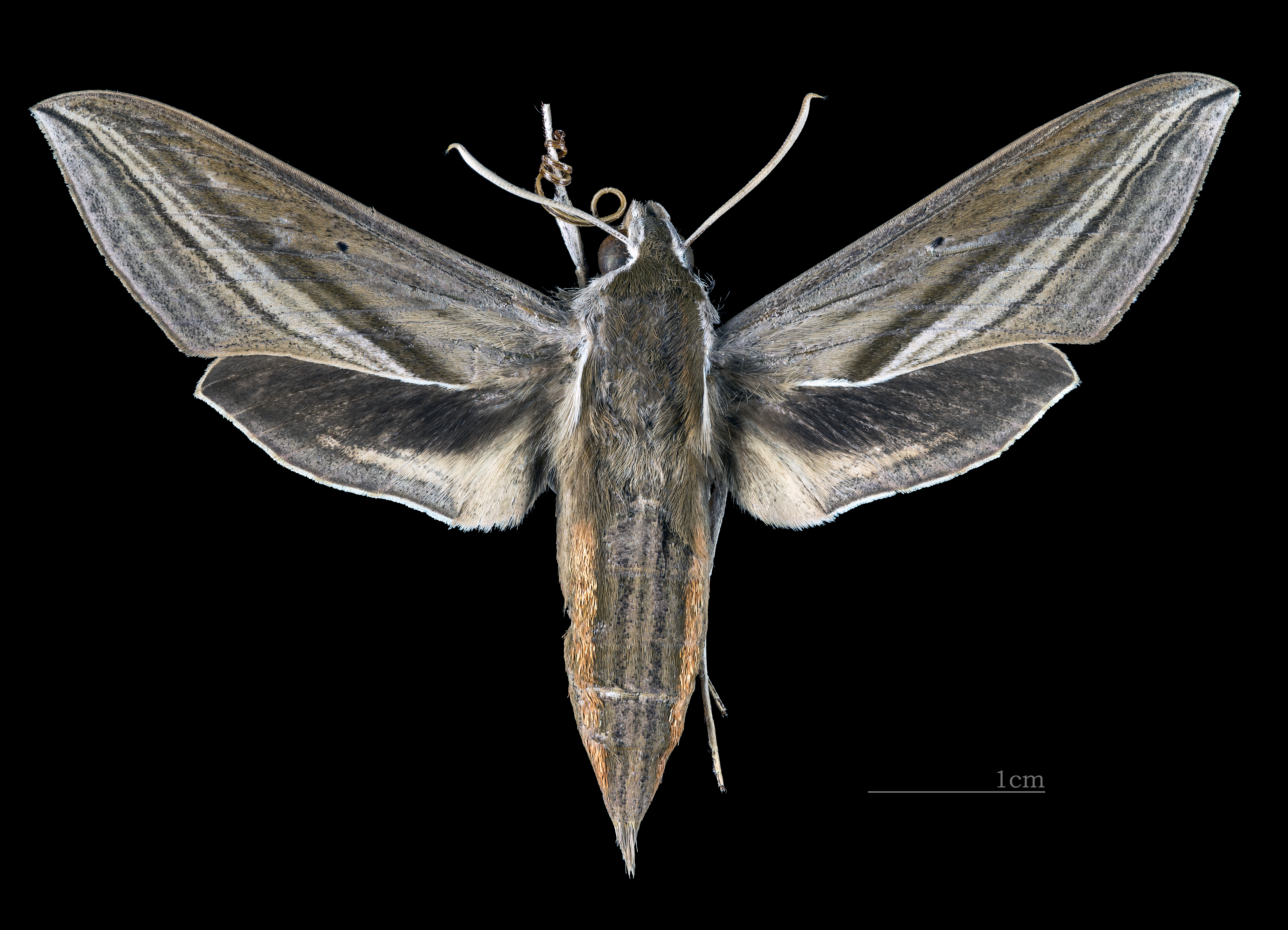
Face dorsale de la femelle (coll.MHNT)
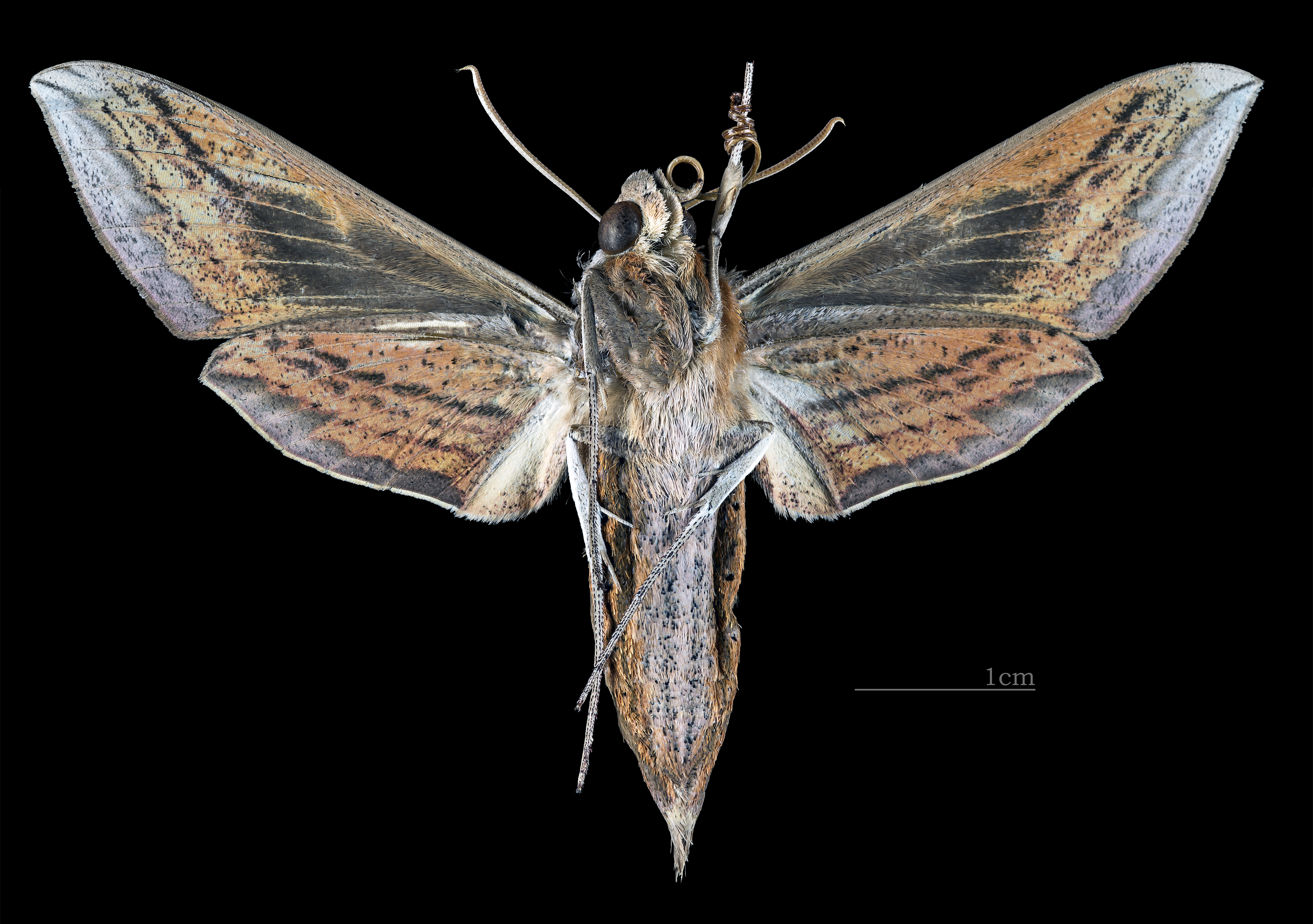
Revers de la femelle  (coll.MHNT)

## Répartition
Cette espèce est connue au Japon, en Chine, en Corée et en Russie.

## Biologie
Le papillon vole de mai à septembre selon l'endroit.
Les chenilles se nourrissent d'un large éventail de plantes. En Chine : Cissus, Colocasia, Hortensia, Parthenocissus, Ampelopsis, Ipomoea batatas, Cayratia japonica, Vitis et Ludwigia. En Corée sur Colocasia antiquorum, Oenothera erythrosepala, Circaea mollis et Hydrangea paniculata. Au Japon, elles se nourrissent d' Hydrangea paniculata, d'Ampelopsis glandulosa, de Cayratia japonica , de Circaea, Fuchsia, Oenothera biennis, Oenothera stricta, Parthenocissus tricuspidata et Vitis. En  Russie sur Vitis amurensis.

## Systématique
- L'espèce Theretra japonica a été décrite par l’entomologiste français Jean-Baptiste Alphonse Dechauffour de Boisduval en 1869[1] sous le nom initial de Choerocampa japonica.

### Synonymie
- Choerocampa japonica Boisduval, 1869 protonyme
- Deilephila Japonica var suifuna Staudinger, 1892 [2]
- Theretra japonica alticola Mell, 1939